# Nederlandse kandidatuur voor de Olympische Zomerspelen 2028

De olympische ringen, symbool van de Olympische Spelen

Nederland was een van de landen die interesse had in de organisatie van de Olympische Spelen. Hierbij werd in eerste instantie gekeken naar het jaar 2028, maar 2024 en 2032 waren ook mogelijkheden. In 2012 bleek dat de Nederlandse regering de kandidaatstelling (financieel) niet verder zou steunen met als gevolg dat de kandidaatstelling niet werd doorgezet. Politieke steun is namelijk een randvoorwaarde voor het IOC.
Amsterdam en Rotterdam wilden beide de gaststad zijn maar in 2012 spraken beide steden af dat Amsterdam dit zou  worden. Rotterdam zou optreden als "partnerstad" en tegelijkertijd werden ook de steden Utrecht, Den Haag en de rest van Nederland nauw betrokken. Eerder werd geopperd om door het land verspreide Spelen te organiseren, ofschoon dit model niet de voorkeur heeft, zo schreven de ministers van Sport en Infrastructuur in november 2011 in een brief aan de Tweede Kamer. In 2028 is het precies 100 jaar geleden dat de Olympische Spelen in Amsterdam werden gehouden.
Alhoewel de kandidatuur pas in 2019 moest worden ingediend, werden tot 2012 al diverse plannen opgesteld en werden er veel investeringen gedaan. Deze liepen uiteen van € 250 tot € 900 miljoen per jaar tussen 2009 en 2016. Deze investeringen waren nodig om de voorwaarden te scheppen die de kandidatuur kansrijk moeten maken.
Sinds de bekendmaking van het IOC dat de spelen van 2024 en 2028 gelijktijdig in 2017 toegewezen zullen worden aan respectievelijk Parijs en Los Angeles is het voor Nederland onmogelijk geworden om de spelen van 2028 te organiseren aangezien er voor 2028 geen verdere kandidatuur in behandeling zal worden genomen door het IOC. De eerstvolgende spelen waarbij ze worden toegekend via een kandidatuurconstructie zullen de Olympische Spelen van 2032 zijn, die op zijn vroegst pas in 2025 zullen worden toegekend.

## Formele procedure op initiatief van het NOC*NSF
Een kandidaat-stad moet door het eigen Nationaal Olympisch Comité worden voorgedragen bij het IOC. Voor de Nederlandse kandidatuur gaat het dan om het NOC*NSF. Steden die de Olympische Spelen organiseren, moeten dat jaar tevens de Paralympische Spelen organiseren.

### Eerste plan, 2004
Na de succesvolle deelname van Nederland aan de Olympische en Paralympische Spelen in Sydney en Athene ontstond bij het NOC*NSF het idee om in 2028 de Olympische Spelen naar Nederland te halen, aldus algemeen directeur Theo Fledderus. In een interview gaf hij verder aan dat het voor het NOC*NSF direct duidelijk was dat deze droom niet alleen gerealiseerd kon worden. Steun was noodzakelijk van diverse partijen in de Nederlandse samenleving, zowel politiek, economisch als sociaal. Daarom is al direct met zo veel mogelijk partijen over de plannen gesproken, waaronder met de ministeries van VWS en Economische Zaken, de burgemeesters van Amsterdam en Rotterdam, het bedrijfsleven, de wetenschap en organisaties in de culturele sector. De organisatie van de Spelen kan een krachtige impuls geven bij de oplossing van het mobiliteitsvraagstuk, de integratie van mensen van een buitenlandse komaf en de achteruitgang van stadswijken.

### Eerste verkenning, 2005
In maart 2005 besloot het bestuur van het NOC*NSF om de regie op zich te nemen in een dialoog over mogelijke Olympische en Paralympische Spelen in Nederland. Het richtte een werkgroep op die bestond uit vertegenwoordigers van sport, overheid, bedrijfsleven en wetenschap, onder voorzitterschap van bestuurslid Ton Nelissen. Op 27 mei 2005 kwam de werkgroep "Olympische en Paralympische Spelen 2028" voor het eerst bijeen. Deze werkgroep kreeg de vraag mee: "Op welke wijze kan een onderzoek naar de haalbaarheid van en het draagvlak voor de organisatie van de Olympische en Paralympische Spelen in Nederland worden ingericht?"
Eind 2005 verscheen het tussenrapport. Hierin werd aangegeven dat Nederland op papier voor de organisatie zou kunnen gaan. De basis moet worden gevormd door een langetermijnvisie gericht op het sportklimaat. Naar aanleiding hiervan organiseerde het NOC*NSF vier expertmeetings tijdens de Olympische Winterspelen in Turijn.

### "Olympisch Plan 2028", april 2006
Het eindrapport verscheen in april 2006 in de vorm van het Olympisch Plan 2028. De werkgroep concludeerde, mede op basis van de expertmeetings, "dat het sportief, economisch en maatschappelijk zeer de moeite waard is de mogelijkheden van de organisatie van de OS nader te onderzoeken."
Het Olympisch Plan 2028 omvat vier fasen:
- fase 1: de onderzoeksfase met het haalbaarheidsonderzoek (2006-2008)

de haalbaarheid wordt onderzocht. Aan het eind van fase 1 verschijnt een businessplan met daarin harde gegevens en een duidelijk beeld van het draagvlak. De fase eindigt met het besluit om van Nederland een sportland op olympisch niveau te maken en dat Nederland de Spelen wil organiseren.
- fase 2: de opbouwfase (2008-2016)

de voorgestelde activiteiten uit fase 1 uitgevoerd. De positie van Nederland in de sportwereld wordt verstevigd. Er worden bijvoorbeeld talentontwikkelingsprogramma's ontwikkeld, accommodaties gebouwd en/of aangepast en internationale sportevenementen georganiseerd. Aan het einde van fase 2 beschikt Nederland over een infrastructuur op Olympisch niveau en valt het besluit of en wanneer een bod wordt uitgebracht.
- fase 3: de kandidaatfase (2016-2021).

In fase 3 wordt onderzocht of een kandidaatstelling voor 2024, 2028 of 2032 kansrijk is. Het bod, of met een Engels woord 'bid', wordt dan uitgewerkt en ingediend en er wordt gelobbyd. Als een kandidatuur uiteindelijk niet slaagt kan nog overwogen worden om het vier jaar later opnieuw te proberen.
- fase 4: de organisatiefase (2022–2028)

In fase 4 worden alle voorbereidingen getroffen zodat in 2028 de Olympische Spelen in Nederland georganiseerd kunnen worden.
Het Plan wordt fase voor fase afgewerkt. Als een fase is afgerond en het gewenste resultaat is bereikt, wordt over de volgende fase besloten. Er is gekozen voor een veranderstrategie, waarbij de focus niet wordt gelegd op het organiseren van de Olympische Spelen, maar op het behalen van tussentijdse mijlpalen. De mijlpalen hebben op zichzelf al een meerwaarde voor de Nederlandse samenleving.
Overigens is het Olympisch Plan 2028 gericht op de gehele sport; sport aan de basis, wedstrijdsport en topsport, Olympische en niet-Olympische sporten, winter- en zomersporten, fysieke en denksporten en gehandicaptensport.

### Groen licht sportbonden en -organisaties, mei 2006
De sportbonden en -organisaties die bij NOC*NSF zijn aangesloten, hebben de sportkoepel in mei 2006 groen licht gegeven zich verder te oriënteren op een mogelijke kandidatuur van Nederland voor de organisatie van de Olympische Spelen in 2028.

### Fase 1 Olympisch Plan 2028, haalbaarheidsonderzoek, eind 2007 - mei 2009
Start
In overleg tussen de sport, de diverse betrokken overheden en het bedrijfsleven is geconcludeerd dat er in de volle breedte van de sport geïnvesteerd moet worden. Hoe dit gestalte moet krijgen wordt verwerkt in een businessplan, dat tot 2016 als verdere leidraad moet dienen. Het businessplan bevat:
- programma's en projecten die tot 2016 uitgevoerd worden;
- uitvoering en financiering van deze programma’s en projecten;
- participerende partners;
- fasering van de uitvoering.

Op 12 november 2007 lanceerde de Minister van Economische zaken Maria van der Hoeven het haalbaarheidsonderzoek waar ze 400.000 euro beschikbaar voor stelde. Ze gaf op haar weblog daarbij aan dat ze het "schitterend" zou vinden als de Olympische Spelen in 2028 weer in Nederland worden gehouden. Daarbij schreef ze ook dat de Olympische Spelen "een grote economische uitstraling op het organiserende land" hebben. "Precies een eeuw nadat Nederland de Spelen voor het eerst organiseerde, zou een mooi moment zijn om op in te zetten. Dan moeten we nu beginnen de schouders er met zijn allen onder te zetten." De totale kosten voor de fase waren beraamd op 2 miljoen. Naast het ministerie van Economische Zaken financierden ook het ministerie van VWS en de steden Amsterdam en Rotterdam deze fase grotendeels. De regie van het onderzoek was in handen van Ton Nelissen (bestuurslid NOC*NSF), Marcel Sturkenboom (directeur NOC*NSF) en Herbert Wolff (projectleider).
Tussenrapport
Tijdens een expertmeeting tijdens de Spelen van Peking publiceerde het NOC*NSF de "Essentials van het Olympisch Plan 2028" dat te zien is als een soort tussenrapport. Het rapport benoemd zes bouwstenen waarop de kandidatuur wordt gefundeerd. Voor elke bouwsteen wordt een activiteitenplan opgesteld om deze bouwsteen voldoende sterk te maken. De zes bouwstenen zijn: topsport, sportparticipatie, evenementen & accommodaties, media, sportwaarden en maatschappelijke thema’s.
Eindrapport
Het eindrapport verscheen in mei 2009, met de titel "Olympisch Plan 2028; Heel Nederland naar Olympisch niveau". Het plan formuleert acht ambities: de breedtesport en de topsport (beide inclusief de gehandicaptensport), maatschappelijke effecten, welzijn, economie, ruimtelijke ordening, de organisatie van evenementen en de media-aandacht.
Goedkeuring en vervolg
Op 12 mei 2009 gingen de bij het NOC*NSF aangesloten bonden collectief akkoord met fase 1 en gaven groen licht voor het opstarten van fase 2. Staatssecretaris voor de sport, Jet Bussemaker, stelde 1 miljoen euro beschikbaar voor het eerste jaar. Begin juli stelde het kabinet zich achter het plan. Bovendien maakte het bekend om 9 miljoen euro te investeren om "heel Nederland op olympisch niveau te brengen". Een paar dagen later spraken ook de vier grootste Nederlandse steden (Amsterdam, Den Haag, Rotterdam en Utrecht) hun steun uit. Vervolgens heeft op 8 juli 2009 een groot aantal belangrijke Nederlandse organisaties haar steun betuigd en haar handtekening gezet onder het zogenaamde "Charter Olympisch Plan 2028".

### Fase 2 Olympisch Plan 2028, opbouwfase, 2009 - 2016
Fase 2 van het olympisch plan omvat de opbouwfase. In deze periode moet Nederland op olympisch niveau worden gebracht en aan het einde van fase 2 beschikt Nederland over een infrastructuur op Olympisch niveau en valt het besluit of en wanneer een bod wordt uitgebracht.

#### Alliantie "Olympisch Vuur" en Council Olympisch Plan 2028
Fase 2 werd gestart met het ondertekenen van het zogenaamde "Charter Olympisch Plan 2028" door een groot aantal Nederlandse organisaties en koepels. In aanwezigheid van staatssecretaris Bussemaker van VWS werd getekend door het IPO (Interprovinciaal Overleg), de VNG (Vereniging van Nederlandse Gemeenten), de G4 (Utrecht, Rotterdam, Den Haag en Amsterdam), VNO-NCW, mede namens MKB-Nederland en FNV, mede namens ABVAKABO en NOC*NSF. De partijen geven in het charter aan dat ze ieder vanuit hun eigen maatschappelijke rol zullen zoeken naar mogelijkheden om te kunnen bijdragen aan het realiseren van de ambitie om Nederland op olympisch niveau te brengen. Hiermee werd een brede alliantie getiteld "Olympisch Vuur", opgestart.
Als centraal orgaan van de Alliantie werd de “Council Olympisch Plan 2028” opgericht. Deze ‘Council’ (Raad) bestond uit vertegenwoordigers van de Alliantie met een voorzitter die boven de partijen staat. In de Council zitten de staatssecretaris van VWS Jet Bussemaker, burgemeester Job Cohen van Amsterdam, burgemeester Ahmed Aboutaleb van Rotterdam, voorzitter Erica Terpstra van NOC*NSF en voorzitter Annemarie Jorritsma van de Vereniging Nederlandse Gemeenten.
In september 2009 werd Ivo Opstelten aangesteld als voorzitter van de Council. Opstelten is voormalig burgemeester van Utrecht en Rotterdam en speelde een belangrijke rol in de succesvolle lobby van de gemeente Rotterdam om de start van de Ronde van Frankrijk in 2010 in die stad te houden. Opstelten nam na een jaar afscheid en zijn functie werd tijdelijk waargenomen door André Bolhuis. In september 2011 werd voormalig minister Camiel Eurlings de nieuwe voorzitter.
De Council werd ondersteund door een bureau, het “ProgramOffice OP 2028”.
Ook kwam er een adviesraad, de “Club van 28”, met zo’n veertig adviseurs en ‘ambassadeurs’ van het plan,  variërend van de voorzitters en directeuren van de grote sportbonden, bestuursleden van NOC*NSF, de wethouders sport of directeuren van de sportdiensten van de grote steden, vertegenwoordigers van onder anderen Joop van den Ende Producties, Mojo en het Nederlands Dansinstituut alsmede Paul Schnabel directeur Sociaal en Cultureel Planbureau) en Alexander Rinnooy Kan, voorzitter van het dagelijks bestuur van de SER.

## Activiteiten Nederlandse regering
Om de organisatie van de Spelen mogelijk te maken is de steun en inzet van de nationale regering noodzakelijk. Een van de belangrijke items is de verbetering van de bereikbaarheid (wegennet, openbaar vervoer) en de infrastructuur.
Sinds de beginfase van het olympisch project is de nationale overheid bij de plannen betrokken. Zoals eerder aangegeven startte eind 2007 de Minister van Economische zaken het haalbaarheidsonderzoek.

### Aanstelling van een programmamanager Rijksoverheid Olympische Plan 2028, januari 2008
Op 1 januari 2008 heeft de staatssecretaris van Sport een "programmamanager Rijksoverheid-Olympische Plan 2028" in de persoon van Rob de Vries aangesteld bij het ministerie van VWS. De programmamanager moet namens de Rijksoverheid met onder meer NOC*NSF de diverse plannen uitwerken.
Zijn opdracht is om de werkzaamheden van de diverse departementen die betrokken zijn bij de verdere uitwerking van het Olympisch Plan 2028 (zoals VWS, Landbouw en financiën), te coördineren en waar nodig te intensiveren.

### Kabinet is voorstander, juni 2008
Begin juni 2008 sprak het kabinet zich voor het eerst uit voor het binnenhalen van de Spelen van 2028. In een interview met het AD gaf minister Maria van der Hoeven van Economische Zaken aan dat Nederland zich kandidaat moet stellen voor de Spelen van 2028. Alles moet in het werk worden gesteld om de kandidatuur binnen te slepen. Volgens haar bieden de Spelen Nederland geweldige kansen en kan het evenement de economie een enorme impuls geven. Staatssecretaris Bussemaker (Sport) denkt dat Nederland een goede kans maakt: "Het gaat er nu om brede steun in de samenleving te krijgen. Ook moeten we bij de bouw van nieuwe stadions en andere faciliteiten nu al rekening houden met de Olympische Spelen." Verder geven ze aan dat er nog veel moet gebeuren: "De bereikbaarheid in Nederland moet zijn opgelost. Ook moeten we bewijzen dat we grote sportevenementen, zoals EK’s en WK’s, kunnen organiseren" aldus Van der Hoeven.
Beide bewindslieden hopen het Nederlandse bedrijfsleven enthousiast te krijgen voor het plan. "De Spelen leveren veel werkgelegenheid op," zegt Van der Hoeven. Uit een rapport over het belang van sport voor de economie dat ze begin juni naar de Tweede Kamer stuurden, blijkt dat sport een belangrijke bijdrage levert aan de economie. Nederland exporteerde in 2006 voor 1,1 miljard euro aan sportartikelen (kunstgras, sportdrank, klapschaatsen e.d). Per jaar wordt in Nederland 9,4 miljard euro uitgegeven aan sport en de hele sportsector biedt werk aan ruim 82.000 mensen.

### Nadruk op topsportklimaat, augustus 2008
Een belangrijke mijlpaal in het olympisch traject is het hebben van een topsportklimaat in Nederland in 2016. Staatssecretaris Bussemaker geeft aan dat de overheid samen met NOC*NSF en vele andere partners stap voor stap de mogelijkheden verkennen voor de Nederlandse kandidatuur, "maar wel met één centrale boodschap: het sportklimaat in brede zin kan en moet in Nederland nog verder verbeteren, voordat we aan een concrete kandidatuur kunnen denken." Bussemaker voegt eraan toe dat in de discussie over mogelijke Olympische Spelen in Nederland niet zozeer de vraag naar stadions en infrastructuur voorop moet staan, maar eerst en vooral het sportklimaat en de maatschappelijke meerwaarde van sport." Verder schreef ze aan de Tweede Kamer dat het aantal topsporters in Nederland de komende vier jaar met 20% moet groeien. Voor talentontwikkeling stelde ze toen 2,5 miljoen euro extra ter beschikking. "Bijzondere prestaties van sporters op evenementen als de Olympische Spelen hebben in de ogen van het kabinet een positieve uitwerking op de hele samenleving."

### Structuurvisie Randstad 2040, september 2008
Op vijf september 2008 heeft het kabinet de Structuurvisie Randstad 2040 vastgesteld.
Deze visie is een metropolitane ontwikkelingsstrategie voor de Randstad en benoemt in aanvulling op de Nota Ruimte een aantal keuzen om uitvoering te geven aan de ambities van het kabinet. Het uiteindelijke doel is om de concurrentiepositie van de Randstad te versterken.
Een van de onderliggende studies was het schetsboek Olympische Spelen 2028 dat in juni 2008 verscheen en was opgesteld door het Ministerie van VROM in samenwerking met NOC*NSF, Twynstra Gudde & Nieuwe Gracht. Hierin onderzocht het Ministerie de ruimtelijke kansen voor de Spelen van 2028 om antwoord te geven op de vraag: "Waar laat je ruim 10.000 atleten en zo'n zes miljoen supporters?".

### Infrastructuur op olympisch niveau, oktober 2008
Minister van Verkeer en Waterstaat Camiel Eurlings besprak in oktober de "mobiliteitsaanpak" in het kabinet. In dit plan werden maatregelen voorgesteld waarmee de minister het wegennet klaar hoopt te maken voor de Olympische Spelen. Zo werd voorgesteld de maximumsnelheid op alle N-wegen die Rijkswaterstaat beheert te verhogen van 80 naar 100 km/uur. Sommige wegen moeten daartoe eerst worden verbreed. Ook moeten "op de belangrijkste verbindingen tussen de stadsringen in de Randstad in beide richtingen minimaal vier rijstroken komen". Snelwegen, provinciale wegen en lokale wegen moeten beter op elkaar aansluiten. Stadsverkeer en doorgaand verkeer worden uit elkaar getrokken (ontvlechting), zodat deze automobilisten elkaar niet in de weg zitten.

### Positief besluit om over te gaan naar fase 2, juli 2009
Begin juli stelde het kabinet zich achter het Olympisch Plan 2028 en het voorstel om naar fase 2 over te gaan. Bovendien maakte het bekend om 9 miljoen euro te investeren om "heel Nederland op olympisch niveau te brengen". Staatssecretaris Bussemaker wil het aantal scholen die onderwijs en topsport combineren uitbreiden van 27 naar 35. Ook moet heel Nederland meer gaan sporten en bewegen en een verbetering en uitbreiding van sportvoorzieningen in achterstandswijken is nodig. Er zal een ruimtelijk plan komen voor een olympische hoofdstructuur en Nederland moet aantrekkelijker worden voor toeristen en buitenlandse bedrijven.

### Einde politieke steun, oktober 2012
In 2012 bleek dat de Nederlandse regering de kandidaatstelling (financieel) niet verder zou steunen.  In het regeerakkoord van het kabinet Rutte II staat "We onderschrijven de ambitie om de Nederlandse sport op olympisch niveau te brengen, zonder de Olympische Spelen naar Nederland te willen halen.". Omdat politieke steun een randvoorwaarde is voor het IOC, betekende dit het einde voor het plan om de Olympische Spelen van 2028 naar Nederland te halen.

## Omvang Spelen en voorzieningen
Het schetsboek Olympische Spelen 2028 en het tussenrapport "Essentials van het Olympisch Plan 2028" (beiden uit 2008) gaat concreter in op de organisatie van de Spelen en geven indicatoren over de omvang.

### Accommodaties
Het schetsboek geeft een overzicht van de benodigde sportaccommodaties. Uit de eisen van het IOC gaat het hierbij in grote lijnen om:
- een olympisch stadion met atletiekbaan (minstens 60.000 toeschouwers)
- een grote olympische hal (vanaf 20.000 toeschouwers)
- vier tot vijf grote hallen die voor meerdere sporten geschikt zijn (10.000 tot 20.000 toeschouwers)
- minstens zeven kleinere stadions voor hockey, beachvolleybal en de voorronden van het voetbal (15.000 tot 20.000 toeschouwers).
- een olympisch zwembad (15.000-20.000 toeschouwers)
- een wielerbaan (10.000 toeschouwers)
- schietbanen (7.000 toeschouwers)
- een tenniscomplex (10.000 toeschouwers)
- een paardrijcomplex (15.000 toeschouwers)
- faciliteiten voor wildwatervaren (5.000 toeschouwers)
- faciliteiten voor roeien en kanoën (20.000 toeschouwers)
- faciliteiten voor zeilen (10.000 toeschouwers)
- faciliteiten voor rugby (20.000 toeschouwers)
- faciliteiten voor de veel (groene) ruimte eisende buitensporten zoals cross country, zeilen, golf en roeien (10.000 tot 30.000 toeschouwers).

In Nederland bestaan maar weinig sportaccommodaties die zonder aanpassingen aan dit soort eisen voldoen.

### Overige cijfers
Beide studies geven de volgende informatie:
- Atleten: 10.500
- Begeleiders: 5.500
- Officials: 3.000
- Media: 35.000
- Vrijwilligers: 45.000
- Toeschouwers: 4 tot 6 miljoen
- Wedstrijden: 300
- Mobiliteit: 50.000 personen per uur
- Sportaccommodatie: 500 tot 550 hectare (een flinke woonwijk)
- Olympisch Dorp: 30 tot 100 hectare
- Hotel en logies: 140.000 bedden
- Parkeeraccommodatie: 20.000 plaatsen

Het hoge aantal bezoekers van zes miljoen is te verklaren door de relatief korte afstanden van grote Europese centra tot Nederland. In het onderzoek wordt een reisafstand van thuis tot de sportaccommodaties van drie uur over de weg of met het openbaar vervoer als acceptabel genoemd; België, Parijs, het Ruhrgebied en vele grote steden in Noord-Frankrijk en Noordwest-Duitsland liggen voldoende nabij.

## Kosten
Om Nederland klaar te maken voor de Olympische Spelen (zoals door het creëren van een topsportklimaat en het aanpassen van de infrastructuur), moet worden geïnvesteerd. De hoogte van deze investeringen hangt voor een groot deel af van de bestaande accommodaties en de infrastructuur die in de jaren vooraf al is gerealiseerd. De kosten voor de organisatie van het sportevenement zelf, worden gedekt door inkomsten uit ticketverkoop (25%), licensing (25%) en een bijdrage van het IOC (50%). Die kosten blijken over de laatste Spelen genomen redelijk stabiel te zijn; zo'n 2,5 miljard dollar.
Het tussenrapport van fase 1 van het Olympisch Plan 2028 benoemt zes bouwstenen die de kandidatuur moeten dragen en beschrijft de activiteiten die nodig zijn om de bouwstenen voldoende sterk te maken. De jaarlijkse investering voor deze versterking in de periode 2009 – 2016 lopen uiteen van € 250 tot € 900 miljoen (exclusief btw). Daarnaast zijn er ook opbrengsten. De jaarlijkse baten van deze versterkingen worden voor de periode 2009 – 2016 geschat op € 400 tot € 950 miljoen per jaar. Vaak gaat het dan om immateriële baten zoals minder ziekteverzuim, levensduurverlenging, of een verbetering van de sociale cohesie.
Het schetsplan geeft aan dat het moeilijk is om de investeringskosten van de afgelopen Spelen met elkaar te vergelijken en op basis daarvan een inschatting te geven voor de Nederlandse kosten. De omvang van de investeringen in het faciliteren van Olympische Spelen is erg afhankelijk van de mate waarin de bestaande infrastructuur en het milieu op orde zijn. Idealiter beïnvloeden de Olympische Spelen vooral het moment van investeren, niet zozeer de omvang ervan. Investeringen in sportaccommodaties en vastgoed verdienen zichzelf terug als ze via de markt kunnen worden geëxploiteerd of afgezet.
Einde 2011 maakte het kabinet bekend dat de Spelen per saldo tussen de 1,1 en 1,8 miljard euro zouden gaan kosten. Tegelijkertijd werd geconcludeerd dat de organisatie van de Spelen voor het hele land een meerwaarde heeft, maar dat zeventien jaar van tevoren nog niet alle kosten en baten genoemd en berekend kunnen worden.

## Keuze voor de kandidaatstad
Olympische Spelen moeten door een stad georganiseerd worden maar in eerste instantie was nog geen besluit genomen welke stad zich kandidaat zou stellen. Amsterdam en Rotterdam werden het meest genoemd. Spreiding over de Randstad leek ook een optie, maar in een brief aan de Tweede Kamer schrijven de ministers van Sport en Infrastructuur in november 2011 dat 'een concentratie van de belangrijkste Olympische voorzieningen' de voorkeur heeft.
Volgens Rob de Vries, programmamanager Rijksoverheid-Olympische Plan 2028, werd in de beginfase van het traject bewust niet te zeer over een locatie gesproken. "Welke stad het ook gaat doen, het zal sowieso een uitstraling hebben op minstens de helft van Nederland. Ongetwijfeld ligt het centrum daarvan in de Randstad, wat ook logisch is vanwege de economische potentie. Vanuit dit perspectief is het minder relevant welke stad het uiteindelijk wordt." Verder geeft hij aan het verstandig te vinden dat die keuze nu nog niet wordt gemaakt omdat dat de discussie om de stad draait in plaats van om allerlei zaken die eerst gerealiseerd moeten worden om überhaupt kans te maken.
In november 2007 gaf de toenmalig directeur Topsport Marcel Sturkenboom toe dat Amsterdam, als hoofdstad en als organisator van de Spelen van 1928, een streepje voor heeft. " Dat is logisch, maar de hele infrastructuur zal over het land worden uitgespreid: je kunt nog steeds prima wegwielrennen in Limburg, of roeien in Rotterdam."
Volgens communicatiedeskundigen moet voor Amsterdam gekozen worden omdat deze de grootste internationale aantrekkingskracht heeft.
Op 14 mei 2009 maakte de gemeente Rotterdam bekend dat het zich kandidaat wil stellen. Het gaat onderzoeken of dit haalbaar is.
Eind 2011 gaven de ministers van Sport en Infrastructuur aan dat de voorkeur uitgaat naar compacte Spelen die niet over het land verspreid zijn. Belangrijke overwegingen daarbij was dat het IOC verlangt dat een aantal belangrijke stadions en voorzieningen vlak bij elkaar zitten en dat het kostenvoordelen biedt. Per saldo zouden de Spelen tussen de 1,1 en 1,8 miljard euro gaan kosten. In het voorjaar 2012 zou een keuze gemaakt moeten worden tussen Rotterdam of Amsterdam. De volgende voorkeurslocaties volgden uit de onderzoeken:
- in Amsterdam aan het IJ, waarbij de vijf hoofdlocaties (olympisch stadion, zwembad, basketbalhal, olympisch dorp en perscentrum) komen in wat nu nog havengebied is direct ten oosten van de A10 en de Coentunnel;
- in Amsterdam aan met de vijf hoofdlocaties aan de zuidkant. Langs de A10 en de A2 is ruimte;
- in Rotterdam in het centrum van de stad op aansprekende locaties langs de Maas.[29]

In alle gevallen zullen in het hele land wedstrijd- en trainingslocaties, horeca, hotels en allerlei andere voorzieningen gebruikt moeten worden.
In juni 2012 besloten de gemeenten Amsterdam en Rotterdam dat Amsterdam zich kandidaat gaat stellen en Rotterdam nauw betrokken wordt als zogenaamde "partnerstad".Tegelijkertijd worden ook de steden Utrecht, Den Haag en de rest van Nederland betrokken. Amsterdam werd verkozen boven Rotterdam omdat de hoofdstad beter zou vallen bij het Internationaal Olympisch Comité. Ook speelde mee dat Amsterdam de Olympische Spelen al eens georganiseerd heeft in 1928.

## Reacties uit de lagere overheden

### Provincies
Verschillende provinciale overheden hebben aangegeven om ook bij de Olympische Spelen betrokken te worden. Zo wil de provincie Noord-Brabant zich hard maken om ook onderdelen in die provincie te houden, stelt de CDA-statenfractie zich op datzelfde standpunt evenals de Gedeputeerde Staten van Drenthe en wil ook de provincie Flevoland een bijdrage leveren.

### Gemeenten
De Amsterdamse wethouder Carolien Gehrels heeft in 2008 topambtenaar Arthur Verdellen aangetrokken om plannen te maken en hem daar de komende twee jaar vijf miljoen voor gegeven. Diverse politieke partijen in Amsterdam willen voorwaarden stellen aan een Amsterdamse kandidatuur. Zo wil GroenLinks een CO2-neutraal olympisch toernooi en hecht de SP vooral aan voldoende draagvlak onder de bevolking.

## Draagvlak Nederlandse bevolking
Wil een kandidatuur kans van slagen hebben, dan is het nodig dat de bevolking achter de kandidatuur staat. In het Olympisch Plan is aangegeven dat in 2016 minstens zeventig procent van de Nederlanders achter het plan moet staan.

### 2006, onderzoek TNS NIPO
In 2006 heeft het TNS NIPO een onderzoek gedaan en daaruit volgt dat de meerderheid van de Nederlanders (56%) het een goed idee vindt als Nederland in 2028 de Olympische Spelen organiseert. Van deze meerderheid vindt iets meer dan de helft (51%) Nederland eigenlijk te klein om een mega-evenement als de Olympische Spelen te kunnen organiseren. Van diezelfde groep vindt de meerderheid (64%) een samenwerking met België een goed plan om de kansen te vergroten.
Het onderzoek geeft verder aan dat er meer verdeeldheid is over de vraag of Nederland zich in de aanloop naar 2028 moet specialiseren en profileren als topsportland. 44% van de Nederlanders vindt dat Nederland een internationale voortrekkersrol op zich moet nemen en eveneens 44% vindt van niet. Wel zou volgens 50% van de Nederlanders de regering meer geld moeten investeren in het bevorderen van het topsportklimaat.

### 2007, onderzoek Peil.nl
Uit een peiling van bureau peil.nl
 blijkt dat met name jongeren erg enthousiast staan tegenover de Nederlandse kandidatuur voor 2028. Over de gehele linie is de helft van de bevolking voorstander, maar er bestaat een behoorlijk verschil tussen "jong" en "oud". Van de vijftig-plussers is 34% voor en bij de volwassenen tot 30 jaar is dit 76%. Onder mannen leeft de poging meer dan bij vrouwen (59% respectievelijk 42%).
Bij de organisatie zijn veel vrijwilligers nodig; zo'n 60% wil dat wel zijn. Een meerderheid van 66% denkt dat de nationale economie een impuls krijgt terwijl 55% denkt dat het geld anders uitgegeven moet worden. Bovendien verwacht 50 procent milieuschade en een derde denkt dat de Spelen van 2028 sowieso niet aan Nederland zullen worden gegeven.
Enkele argumenten om de Spelen al dan niet te organiseren in Nederland:
- het bevordert de sport in Nederland: 73%
- het is voordelig voor de Nederlandse economie: 66%
- het zorgt voor een verbetering van de infrastructuur: 64%
- het geld kan beter aan andere doelen worden uitgegeven: 55%
- het is slecht voor het milieu in Nederland: 50%

### 2008, SportersMonitor
In het kader van de SportersMonitor 2008 is de respons van de Nederlandse bevolking op de stelling "Ik zou graag zien dat de Olympische Spelen in 2028 in Nederland worden gehouden" onderzocht. 31% is het grotendeels of helemaal met de stelling eens, 32% enigszins. Aldus de SportersMonitor is dus 63 procent het op zijn minst enigszins met de stelling eens.

### Begin 2009, draagvlak Amsterdammers
Begin 2009 heeft de Dienst Onderzoek en Statistiek van de gemeente Amsterdam een enquête gehouden onder haar bewoners en ondernemers. Hieruit blijkt dat 61% van de Amsterdammers en 77% van de ondernemers positief staat tegenover het idee om de Spelen van 2028 naar Amsterdam te halen.

### Onderzoeken begin en eind 2009, draagvlak in Nederland
In februari 2009 onderzocht MSI-ACI in opdracht van NOC*NSF de bekendheid en het draagvlak van de Olympische Spelen 2028 in Nederland. In oktober 2009 deed Bureau Duodecim een vergelijkbaar onderzoek.
De bekendheid was aan het begin van 2009 56%, eind 2009 73%. Volgens Bureau Duodecim nam het draagvlak in 2009 "fors" toe; van 56% naar 84%. Als tegenargument noemde in oktober 12% "financiële redenen" en 4% dat Nederland "te klein is voor dit evenement". Volgens Duodecim is de bekendheid onder jongeren kleiner, maar het draagvlak is groter in vergelijking met volwassenen. Het draagvlak onder mannen en vrouwen is gelijk. Een hoger opleidingsniveau geeft een hogere bekendheid maar laat een iets aflopend draagvlak zien.

### Standaardisatie vanaf 2010
Begin 2011 schreef minister Schippers een brief aan de Tweede Kamer waarin het tegemoetkwam aan de wens van die Kamer om een eind te maken aan de wildgroei van draagvlakonderzoeken en met een periodiek gestandaardiseerd onderzoek te komen. Een door het ministerie ingestelde werkgroep bestaande uit Olympisch Vuur, NOC*NSF, het SCP, TNO en het W.J.H. Mulier Instituut heeft een gestandaardiseerde vragenlijst vastgesteld die aansluit op de door het IOC gebruikte methode. Het Mulier Instituut heeft in november 2010 een nulmeting uitgevoerd. Daaruit volgde dat het draagvlak op dat moment ongeveer 40% was, 35% wist het nog niet en 25% was tegen. Volgens het instituut daalde in 2011 het draagvlak tot 30%. Het aantal dat het nog niet wist, bleef gelijk.

## Topsportontwikkeling
Een belangrijk item in het plan van het NOC*NSF is het hebben van een goed topsportklimaat. Het NOC*NSF heeft de ambitie om een permanente toppositie in de internationale sportwereld in te nemen. Dit betekent een structurele aandacht voor het herkennen en ontwikkelen van talenten, en hun opleiding tot topsporters.
In mei 2007 presenteerde het NOC*NSF plannen om in Nederland een klein aantal Centra voor Topsport en Onderwijs (CTO) op te richten. Dit zijn locaties waar talenten kunnen trainen, studeren en wonen. De toenmalig technisch directeur Charles van Commenée stelde dat "net als de volwassen sporters moeten jonge talenten geen tijd vermorsen met lange reistijden tussen thuis, school of universiteit en de accommodatie waar ze trainen. Op dat gebied kunnen we nog veel winst boeken in vergelijking met wat andere landen doen. Bij te veel talenten stagneert de ontwikkeling als ze senior worden."
In de troonrede van 2008 kondigde de regering aan dat er zogenaamde Centra voor Topsport en Onderwijs komen en dat het Olympisch Plan 2028 een bron van inspiratie kan zijn.
Goede gezondheid en sportbeoefening hangen nauw samen. De regering investeert daarom extra in de mogelijkheden van sport voor de jeugd en voor mensen met een handicap. Om talentvolle sporters beter te ondersteunen, komen er Centra voor Topsport en Onderwijs. Het Olympisch Plan 2028 kan bij dit alles een bron van inspiratie zijn die zowel de breedtesport als het topsportklimaat versterkt.
Inmiddels zijn de plannen verder uitgewerkt en zullen er waarschijnlijk vijf locaties komen. Hier is plaats voor zo'n 2.500 jeugdige toppers en zo'n 75 trainers. Volgens Jeroen Bijl, hoofd Topsportontwikkeling bij NOC*NSF, moet een CTO aan hoge eisen moet voldoen. Alle vormen van onderwijs moet in de nabijheid worden aangeboden, inclusief universiteit, en die moet bereidheid tonen om het onderwijsprogramma aan te passen aan de eisen van de sport. Ook worden specifieke eisen aan de trainers gesteld omdat "Niet iedere trainer van toppers is ook geschikt om talenten naar de top te brengen", aldus Bijl. Een CTO moet ook medische en mentale begeleiding, voedingsadviezen en huisvesting aanbieden. Ook zullen er enkele Nationale Topsportcentra (NTC) nodig zijn, want sommige sporten, bijvoorbeeld zeilen, zijn gebonden aan een bepaalde locatie.
In september werd bekend dat er al drie CTO's zijn aangewezen; Amsterdam (mannenvolleybal, vrouwenvoetbal, roeien en zwemmen), Heerenveen (schaatsen en turnen) en Arnhem (Papendal) (onder andere atletiek, badminton, handbal, volleybal, wielrennen (weg, baan, mountainbike, cross), tafeltennis, taekwondo, rolstoelbasketbal, schermen en moderne vijfkamp) evenals drie NTC; Eindhoven (zwemmen), Den Haag (beachvolleybal) en Sittard (triatlon). Andere plaatsen kunnen zich kandidaat stellen om een CTO of NTC te huisvesten.

## Internationale sportevenementen in Nederland

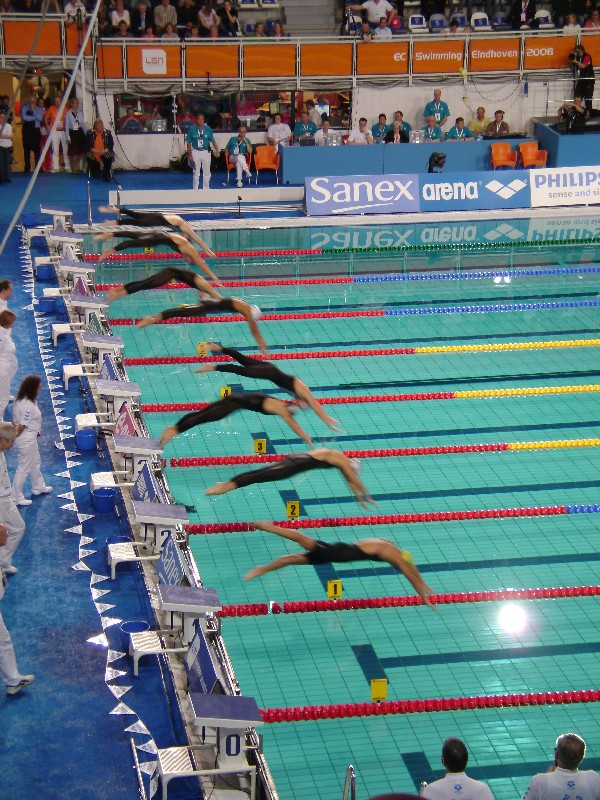
EK Zwemmen 2008 in Eindhoven

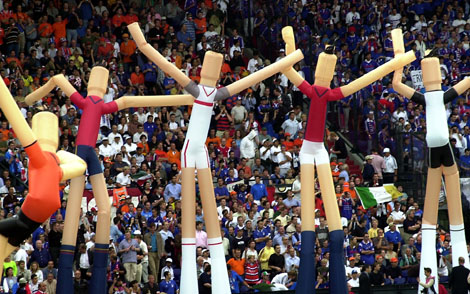
EK voetbal 2000

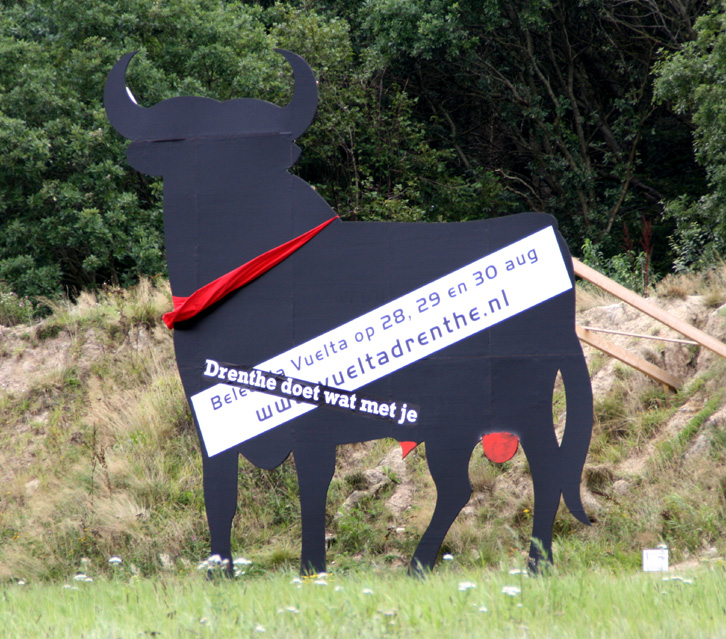
De Ronde van Spanje in Drenthe

Door het organiseren van grote evenementen zoals WK's en EK's kan Nederland zich bewijzen als organisator.
Sinds 2000 zijn er diverse grote sportevenementen in Nederland gehouden voor (mogelijk) olympische sporten. Bijvoorbeeld:
- Algemeen - Olympische Spelen voor de Europese jeugd (EJOF, 2013 in Utrecht)
- Atletiek - EK, 2016
- Badminton - EK, 2006
- Basketbal - WK-17 basketbal vrouwen 2012
- Beachvolleybal - WK, 2015
- BMX - WK 2014
- Boksen - EK vrouwen, 2011
- Boogschieten - EK, 2012
- Hockey - EK mannen, 2009, EK vrouwen, 2009, WK voor mannen, vrouwen, 2014
- Honkbal - WK 2005, WK 2009, EK 2003, EK 2012
- Judo - WK, 2009
- Paardensport - EK dressuur, 2011
- Roeien - WK 2014, WK 2016
- Squash - wereldkampioenschap individueel
- Tafeltennis - WK (individueel) 2011
- Triatlon - EK 2012, WK 2013
- Turnen - EK, 2007, WK 2010
- Voetbal - EK 2000 samen met België, WK tot 20 jaar, 2005, EK tot 21 jaar, 2007, Finale UEFA Europa League 2013, EK vrouwen 2017
- Volleyball - EK 2015 (vrouwen)
- Waterpolo - EK, 2012
- Wielersport - Start en eerste etappes van de Ronde van Spanje, 2009, Start en eerste etappes van de Ronde van Italië, 2010, start en eerste etappes van de Ronde van Frankrijk, 2010, WK baan, 2011, WK op de weg, 2012, start en eerste etappes van de Ronde van Frankrijk, 2015, Start en eerste etappes van de Ronde van Italië, 2016
- Zeilen - WK 470-klasse, 2010
- Zwemmen - EK 2008, EK kortebaan 2010

Daarnaast deed Nederland pogingen om de Olympische Jeugdzomerspelen 2018 te organiseren. In februari 2013 viel Nederland hiervoor af.
De gezamenlijke kandidatuur met België voor de organisatie van het WK voetbal 2018 haalde het in december 2010 niet. Ook lukte het niet om de Ryder Cup (golf) in 2018 naar  Rotterdam te halen.

## Eerdere pogingen om de Spelen te organiseren

### Olympische Spelen 1928

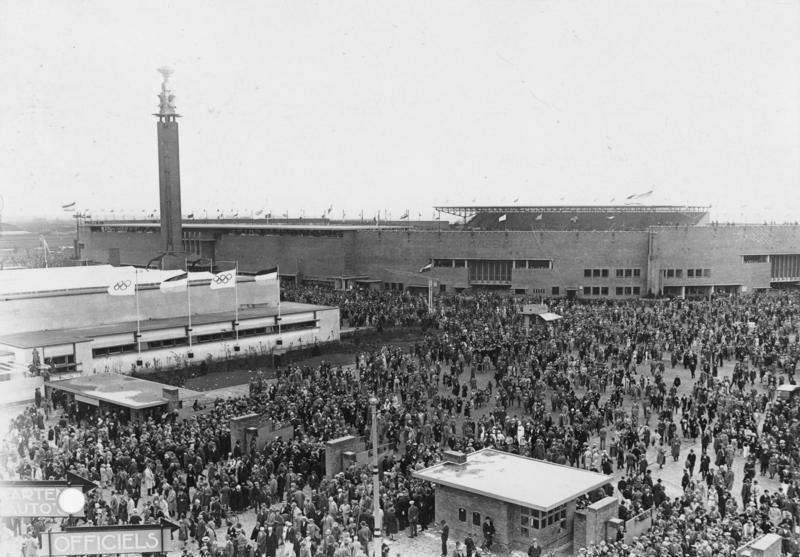
Drukte rondom het stadion tijdens de opening van de Spelen in Amsterdam

De Spelen van 1928 werden relatief eenvoudig aan Amsterdam toegewezen. Baron van Tuyll van Serooskerken stelde in 1912 aan het IOC voor om in Amsterdam de Spelen van 1916 te organiseren, zelfs nog voordat hij in datzelfde jaar het Nederlands Olympisch Comité opricht. Die Spelen werden toegewezen aan Berlijn en later afgeblazen als gevolg van de Eerste Wereldoorlog. In 1919 besloot het NOC om hun kandidatuur tijdelijk in te trekken om de toewijzing van de Spelen van 1920 aan Antwerpen te ondersteunen. Antwerpen kreeg van het IOC deze Spelen als soort van erkenning voor het leed dat België was aangedaan in die oorlog. In 1924 was Amsterdam weer opnieuw kandidaat maar de Franse baron Pierre de Coubertin, voorzitter van het IOC en oprichter van de moderne Olympische Spelen, wilde graag stilstaan bij de 30e verjaardag van het besluit om weer Olympische Spelen te houden, door de Spelen dan in Parijs te houden. Wederom besloot Amsterdam een stap opzij te zetten, maar het stelde wel de voorwaarde om dan in 1928 de Spelen te mogen organiseren. Deze "hoffelijke en onbaatzuchtige daad" van Nederland werd door het IOC gewaardeerd en op 2 juni 1921 besloot het IOC om Parijs als gastheer voor 1924 aan te wijzen en Amsterdam voor de Spelen van 1928. In 1922 en in 1923 probeerde de Verenigde Staten tevergeefs de keuze voor Amsterdam ongedaan te maken, omdat zij de Spelen graag in Los Angeles wilden houden. Die stad kreeg uiteindelijk de Spelen van 1932 toegewezen.

### Olympische Spelen 1992

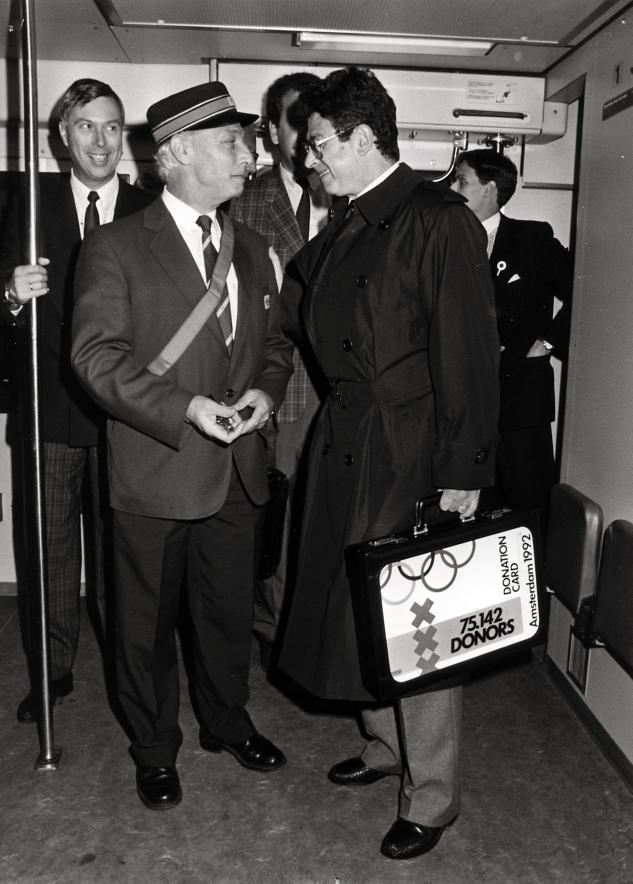
Burgemeester Ed van Thijn van Amsterdam bij de trein van het Nederlands Olympisch Comité die naar Zwitserland gaat vertrekken. (9 oktober 1986)

In 1984 stelde Amsterdam zich kandidaat voor de organisatie van de Olympische Spelen van 1992. De kandidatuur kreeg te maken met zware protesten vooral vanuit de Amsterdamse bevolking. Onder leiding van politica Saar Boerlage, linkse actiegroepen, krakers en punkers vormde zich de anti-lobby "No-Olympics Comité" die de voorstanders "in geluidsvolume en doortastendheid overtrof". Tot aan de uiteindelijke stemming bleef er een heftig maatschappelijk debat over de zin en onzin van de Olympische Spelen en ontbrak de steun van de bevolking. Daarnaast is het de vraag of elke tegenkandidaat van Barcelona wel een eerlijke kans heeft gehad. Destijds was de Spanjaard Juan Antonio Samaranch namelijk de voorzitter van het IOC. In de documentaire "Vlam in Amsterdam" van het VPRO programma Andere Tijden zegt Henk Vonhoff, toenmalig voorzitter van het NOC, dat Nederland zich door Samaranch heeft laten misbruiken: "Wij waren de aankleding voor de show die er voor moest zorgen dat Barcelona zou winnen." Het was ook Samaranch zelf die Amsterdam uitnodigde zich kandidaat te stellen.
Bij de stemming in 1986 koos het IOC voor Barcelona en werd Amsterdam al in de eerste stemronde uitgeschakeld met 5 van de 85 stemmen. Eerst wezen de beschuldigende vingers unaniem richting Boerlage, maar pas later realiseerde het NOC en de gemeente Amsterdam zich dat er nog meer dingen onvoldoende waren: kennis van de coalities en machtsverhoudingen binnen het IOC, kennis van de invloed van het bedrijfsleven en ervaring met de organisatie van topsportevenementen.

### Lering van 1992
Uit de ervaringen omtrent de mislukte kandidatuur voor de Spelen uit 1992 is lering getrokken, zo geven diverse bronnen aan.
- Nederland speelt nu een grotere rol binnen het IOC. Het heeft nu twee vertegenwoordigers in het IOC en destijds één;
- Nederland is meer dan destijds een topsportland door zowel bij de Olympische Zomer- en Winterspelen bijna tot de top-10 te horen;
- Nederland heeft grote sporttoernooien succesvol georganiseerd, zoals het EK voetbal in 2000 en het WK voetbal voor de jeugd. Bij de kandidatuur voor 1992 ontbrak deze ervaring;
- Het hele land wordt nu bij de organisatie betrokken, terwijl destijds alleen Amsterdam de trekker was. Nationale steun is nodig om over de noodzakelijke stadions en de infrastructurele voorzieningen te beschikken;[39]
- De tijd tussen eerste plannen en kandidaatstelling is nu veel langer. Nu tien jaar, destijds slechts twee waardoor het bod onvoldoende was;
- Destijds was het organiseren van de Spelen vooral een wens vanuit de sport terwijl er nu naar een veel groter draagvlak wordt gezocht, ook onder de bevolking.[30]

## Kanttekeningen
In een artikel in Intermediair wordt een aantal kanttekeningen geplaatst bij de voordelen die worden gepresenteerd. De belangrijkste inkomstenbron (tv-rechten en marketing) gaat rechtstreeks naar het IOC en uit een onderzoek van de Europese Organisatie van Touroperators blijkt van een toename van het toerisme geen sprake. Ook lopen de kosten van de Spelen bij iedere editie verder op. Sinds 1980 hebben alle organisatiecomités winst gemaakt, maar dat geldt niet voor de organiserende steden. Zo is Montreal, organisator in 1976, nog altijd bezig de kosten van de spelen af te betalen. Naast de organisatiekosten zijn er namelijk tientallen miljarden nodig voor de aanleg en verbetering van wegen, vliegvelden, stadions, hotels en een olympisch dorp. Hoogleraar sporteconomie Ruud Koning geeft aan dat een reële kostenraming voor 2028 niet is te maken. "We moeten de Spelen willen organiseren omdat we het leuk vinden en niet omdat we denken er groot geld aan te kunnen verdienen. Want dat is niet zo." Zijn Duitse collega Holger Preuss, die onderzoek heeft gedaan naar de baten van grote sportevenementen, concludeert dat de (economische) effecten van een evenement in ieder land anders zijn. Het enthousiasme van de overheid is te verklaren door de zogenaamde "legacy-wens" van het IOC: de organisatie van de Spelen moet een duurzame maatschappelijke bijdrage leveren, bijvoorbeeld op het gebied van de verbetering van de infrastructuur in een regio of de mogelijkheid specifieke bevolkingsgroepen bij de samenleving te betrekken. Onder het mom "noodzakelijk voor de Spelen", kunnen grote (uitgestelde) infrastructurele projecten worden gerealiseerd. De schrijvers van het artikel sluiten af met de stelling dat "dat optimisten en sceptici het over één ding eens zijn: alleen al het dromen over de Spelen biedt Nederland na jarenlang navelstaren een lichtpuntje aan de horizon. En dat mag iets kosten."
Socioloog Abram de Swaan adviseerde in een artikel in de Volkskrant in september 2008, geen Spelen in Nederland te organiseren; "Al dat geld en al die moeite zijn beter te besteden."

## Reacties van prominenten

### Jacques Rogge

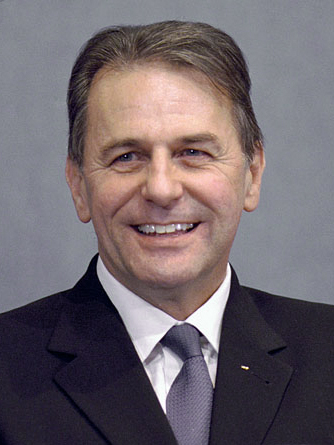
Jacques Rogge

Voormalig IOC-voorzitter Jacques Rogge gaf begin 2007 in een interview met het ANP aan dat de Spelen in Nederland haalbaar zijn. "Het is zeker haalbaar. Griekenland heeft tien miljoen inwoners en de Spelen van Athene 2004 waren bijzonder succesvol. Er is geen reden aan te nemen dat het hier niet kan."

### Kroonprins Willem-Alexander
Toenmalig kroonprins Willem-Alexander, tevens IOC-lid, gaf in 2008 een interview met de NOS aan dat hij hoopt dat de pogingen om de Spelen van 2028 naar Nederland te halen er in ieder geval toe zal leiden dat de jeugd meer in sport geïnteresseerd raakt en dat er een betere sportmentaliteit komt. Ook moet er niet alleen naar de kosten worden gekeken, dat noemt hij een te negatieve benadering. Hij vindt dat we ons moeten spiegelen aan Australië waar "het roer na de dramatische Spelen van 1976 om ging". Volgens hem moet Nederland weer een sportief land worden. "Als we daarmee de Spelen kunnen binnenhalen, is dat fantastisch. Als we de Spelen niet binnenhalen, maar wel een sportmentaliteit om drie keer zoveel medailles te halen dan is het doel om de Spelen te organiseren goed geweest."

## Kansen op het organiseren van de Spelen in 2028
Sinds 1952 hebben de Zomerspelen nooit meer twee keer achter elkaar op hetzelfde continent plaatsgevonden. Vandaar dat pas in fase 3 van het Olympisch Plan 2028 wordt besloten in hoeverre een bod voor een kandidatuur voor 2024, 2028 of 2032 kansrijk is. De initiatiefnemers willen pas bij een kansrijke situatie daadwerkelijk een bod doen. Bovendien wordt pas overgegaan tot de kandidaatstelling (fase 3) als de doelstellingen van fase 2 daadwerkelijk zijn gehaald. Dit betekent dat er pas een bod wordt gedaan als Nederland onder meer een topsportklimaat heeft, er een groot draagvlak is onder de bevolking en er voldoende geïnvesteerd is in bijvoorbeeld bereikbaarheid en mobiliteit. Als aan die voorwaarden wordt voldaan, is het bod ook meteen kansrijk. De olympische geschiedenis leert verder dat steden die een kandidatuur verliezend afsluiten en het vier jaar later opnieuw proberen, een goede kans hebben om de Spelen dan wel binnen te halen. Ze hebben dan van hun tekortkomingen kunnen leren.